# Aleksander Krawczuk
Aleksander Krawczuk (7. června 1922 Krakov, Polsko – 27. ledna 2023) byl polský historik, esejista, politik a vysokoškolský pedagog, profesor humanitních věd, bývalý ministr kultury a poslanec polského Sejmu.

## Životopis
V době druhé světové války byl vojákem Armie Krajowé, ozbrojené odbojové
organizace v Polsku. V roce 1949 úspěšně ukončil studia filozofie a dějin na Jagelonské univerzitě a následně se zde věnoval vědecké práci na katedře starověkých dějin. V ce 1985 získal titul profesora. V letech 1986–1989 zastával funkci ministra kultury ve vládě Zbigniewa Messnera a ve vládě Mieczysława Rakowského a byl také členem Národního výboru Grunwald, instituce založené na podporu Polské armády s památnou bitvou u Grunwaldu v jeho názvu. Od roku 1991 do roku 1997 byl po dvě funkční období poslancem polského parlamentu (Sejmu) za Svaz demokratické levice (SLD).
Jeho srdeční záležitostí se stala dávná historie, zaobírající se otázkami týkajícími se starověku. Sám se snažil toto historické období také popularizovat, což dokládá například dokumentární seriál Antyczny świat profesora Krawczuka (česky Starověký svět profesora Krawczuka). Publikoval také řadu knih, mnohé z nich pak byly později přeloženy do vícero jazyků.

## Vyznamenání
V roce 1997 mu polský prezident Aleksander Kwaśniewski za jeho význačný přínos národní kultuře udělil státní vyznamenání Řád Polonia Restituta.

## Vybrané publikace
- Kolonizacja sullańska, Ossolineum, Vratislav 1960
- Gajusz Juliusz Cezar (kniha), Ossolineum, Vratislav 1962
- Cesarz August (książka), Ossolineum, Vratislav 1964
- Neron, Czytelnik, Varšava 1965
- Herod, król Judei, Wiedza Powszechna, Varšava 1965
- Perykles i Aspazja, Ossolineum, Vratislav 1967
- Siedmiu przeciw Tebom, PIW, Varšava 1968
- Sprawa Alkibiadesa, Czytelnik, Varšava 1968
- Kleopatra, Ossolineum, Wrocław 1969
- Wojna Trojańska: Mit i historia, Wiedza Powszechna, Varšava 1969
- Konstantyn Wielki, Wiedza Powszechna, Varšava 1970
- Pan i jego filozof. Rzecz o Platonie, PIW, Varšava 1970
- Ród Konstantyna , Wiedza Powszechna, Varšava 1972
- Sennik Artemidora, Ossolineum, Vratislav 1972
- Tytus i Berenika, Czytelnik, Varšava 1972
- Julian Apostata, Wiedza Powszechna, Varšava 1974
- Rzym i Jerozolima, Czytelnik, Varšava 1974
- Mity, mędrcy, polityka, PIW, Varšava 1975
- Maraton, Wiedza Powszechna, Varšava 1976
- Ostatnia Olimpiada, Ossolineum, Vratislav 1976
- Upadek Rzymu. Księga wojen, Ossolineum, Vratislav 1978
- Starożytność odległa i bliska, "Pax", Varšava 1980
- Mitologia starożytnej Italii, Wydawnictwa Artystyczne i Filmowe, Varšava 1982
- Ród Argeadów, Wyd. Literackie, Krakov 1982
- Stąd do starożytności, Wydawnictwa Radia i Telewizji, Varšava 1985
- Poczet Cesarzy Rzymskich, Iskry, Varšava 1986
- Opowieści o zmarłych. Cmentarz Rakowicki, KAW, Krakov 1987
- Groby Cheronei, Wyd. Poznańskie, Poznaň 1988
- Alfabet Krawczuka Mitologiczny, "Cracovia", Krakov 1991
- Rzymianki, Polczek, Kraków 1992
- Poczet cesarzy bizantyjskich, Iskry, Varšava 1992
- Kronika starożytnego Rzymu, Iskry, Varšava 1994
- Kronika Rzymu i Cesarstwa Rzymskiego, Iskry, Varšava 1997
- Poczet cesarzowych Rzymu, Iskry, Varšava 1998
- Rzym, Kościół, cesarze, Iskry, Varšava 2000
- Polska za Nerona, Iskry, Varšava 2002
- Spotkania z Petroniuszem, Iskry, Varšava 2005